# .music
پسوند ‎.music‏ یک دامنهٔ سطح‌بالای عمومیِ پیشنهادی در سامانه نام دامنه اینترنت است که برای جامعه موسیقی و تارنماهای موسیقی در نظر گرفته‌شده‌است.
در ۱۷ آوریل ۲۰۱۹، ثبت .music آمریکا، انجمن ملی ناشران موسیقی، آکادمی ضبط، انجمن شرکت‌های موسیقی مستقل، شبکه مستقل جهانی، انجمن موسیقی مستقل آمریکا، NSAI، انجمن ملی بازرگانان موسیقی (NAMM) و ناشران موسیقی مستقل بین‌المللی فروم (IMPF) اعلام کرد که برنامه مبتنی بر جامعه موسیقی جهانی که توسط یک ائتلاف جهانی موسیقی با اعضایی که بیش از ۹۵ درصد از موسیقی مصرف شده جهانی را نمایندگی می‌کنند، پشتیبانی می‌شود، توسط شرکت اینترنتی برای نام‌ها و شماره‌های اختصاص داده شده (ICANN) تأیید شده‌است. قرارداد رجیستری .MUSIC در ۴ مه ۲۰۲۱ امضا شد.

## اعتراضات
یک اعتراض حقوقی حقوقی، همان‌طور که توسط میانجی تأیید شده ICANN تعریف شده‌است، یک اعتراض رسمی شخص ثالث به یک درخواست به دلایل مختلف است. هنگامی که چنین اعتراضی ثبت شود، یک هیئت مستقل (متشکل از یک یا سه کارشناس) انجام خواهد داد. تعیین کنید که آیا استفاده بالقوه متقاضی از gTLD درخواستی احتمالاً علامت تجاری موجود، یا نام یا مخفف IGO را نقض می‌کند یا خیر.».music

### اعتراض رسمی
اعتراض رسمی توسط DotMusic Limited علیه متقاضیان .music ثبت شد زیرا DotMusic Limited علائم تجاری ".music" و "dotmusic" را در نزدیک به سی کشور ثبت کرده بود.

### اعتراضات جامعه
انجمن آمریکایی موسیقی مستقل (AAIM) و DotMusic اعتراضات جامعه علیه Google, dot Music Limited, Dotmusic Inc. , Top Level Domain Holdings Ltd.، و Donuts را به این دلیل ارائه کردند که آنها به‌عنوان ثبت‌های باز بدون حفاظت‌های پیشرفته یا محدودیت‌های واجد شرایط بودن کافی اعمال می‌شوند. برای محافظت از مالکیت معنوی مرتبط با موسیقی و جلوگیری از دزدی دریایی موسیقی. AAIM همچنین به دلیل خط‌مشی‌های ثبت دسترسی انحصاری برنامه و معیارهای واجد شرایط بودن ثبت نام تبعیض‌آمیز که ثبت‌نام‌ها را فقط به آمازون و شرکت‌های وابسته آن محدود می‌کرد، اعتراضی را علیه آمازون ارائه کرد. به همین دلیل، فدراسیون بین‌المللی شوراهای هنری و آژانس‌های فرهنگی و DotMusic اعتراضی را علیه Far Further ارائه کردند.
اعتراضات علیه آمازون و Far Further بر اساس توافقنامه ثبت ICANN بود که مستلزم آن بود که ثبت‌های جدید gTLD مشمول الزامات مشخصات ۱۱ باشند، که الزام می‌کند یک رجیستری TLD باید دسترسی بدون تبعیض به خدمات ثبت را برای همه ثبت‌کنندگان معتبر ICANN فراهم کند. قرارداد ثبت-ثبت کننده برای TLD را وارد کرده و مطابق با آن هستند. در فوریه 2014 ICANN قطعنامه‌هایی را برای برنامه gTLD جدید تصویب کرد که در آن پادمان‌های تقویت‌شده خاصی را الزامی کرد و متقاضیان را از اجرای gTLD جدید به‌عنوان یک ثبت دسترسی انحصاری برای TLD بر اساس یک اصطلاح عمومی منع کرد.